# Marijanci
Marijanci est un village et une municipalité dans le comitat d'Osijek-Baranja, en Croatie. Au recensement de 2001, la municipalité comptait 2 719 habitants, dont 96,98 % de Croates et le village seul comptait 935 habitants.

## Localités
La municipalité de Marijanci compte 7 localités :
- Bočkinci
- Brezovica
- Čamagajevci
- Črnkovci
- Kunišinci
- Marijanci
- Marjanski Ivanovci